# Cetopsidium orientale
Cetopsidium orientale är en fiskart som först beskrevs av Vari, Ferraris och Keith 2003.  Cetopsidium orientale ingår i släktet Cetopsidium och familjen Cetopsidae. Inga underarter finns listade i Catalogue of Life.